# Атансор
Атансо́р (каз. Атансор) — село у складі району Біржан-сала Акмолинської області Казахстану. Входить до складу Єнбекшильдерського сільського округу. Ліквідоване у 2013 році.
Населення — 45 осіб (2009; 33 у 1999, 220 у 1989).
Національний склад станом на 1989 рік:
- казахи — 71 %.